# Беренкемпен (Минден)
Беренкемпен (нем. Bärenkämpen) — один из 19 административных округов города Минден (Северный Рейн-Вестфалия, Германия). Лежит к северо-западу от центра города.

## Общая характеристика
Район, расположенный севернее Среднегерманского канала начал активно застраиваться в 1960-е годы, что сделало его крупнейшим новым районом города Минден со времён Второй мировой войны между центром и Минденерхайдом. Здесь построены квартиры для около 10 000 жителей. Беренкемпен характеризуется как многоэтажный многоквартирный спальный район города.
До 1990-х годов Беренкемпен являлся для британских военнослужащих жилым массивом, поскольку рядом находилась военная база Кингсли. Позже в освободившиеся дома переехало большое количество мигрантов и поздних переселенцев с территории бывшего Советского Союза и бывшего Восточного блока. В Беренкемпене живут более 50 национальностей и население характеризуется очень молодым составом (здесь проживает 26 % населения Миндена, моложе 18 лет).

## Религии
Округ населяют в основном лютеране и католики. Лютеране собираются в Доме Мартина-Лютера, входящего составной частью в евенгелическо-лютеранскую общину при церкви Святой Марии. Католики молятся в церкви святого Ансгара, являющегося также православными святым в Германо-Берлинской епархии РПЦ МП. В Беренкемпене существует также молитвенный дом мормонов.

## Общественные здания
Из центральной части города в Беренкемпен перенесены реальная школа имени Барона фон Финке и гимназия имени Фридриха Бесселя. Самый большой плавательный бассейн Миндена, называемый Мелиттабад, также находится здесь, у Среднегерманского канала.
В мае 2019 года в Беренкемпене открывается Конференц-центр.

## Персоны и личности
- Рэперы Итало Рено и Германия (Энрико ди Вентура Enrico DiVentura и Денис Линдал Denis Lindahl).